# Leica MP
Leica MP — малоформатный дальномерный фотоаппарат с полуавтоматической установкой экспозиции немецкой компании Leica Camera, выпускающийся с 2003 года.
Последняя модель с механическим затвором из семейства Leica M, разработан на основе фотоаппарата Leica M6.
Аббревиатура MP означает «mechanical perfection» (совершенство механики).
По программе à la carte покупатель может заказать фотоаппарат Leica MP с различной отделкой корпуса, с вариантами изготовления курка взвода затвора и рукоятки обратной перемотки плёнки, с различными значениями увеличения окуляра видоискателя и различным количеством кадроограничительных рамок видоискателя, заказать в том числе камеру с нанесением индивидуальной гравировки.

## Технические характеристики
- Тип применяемого фотоматериала — плёнка типа 135.
- Размер кадра 24×36 мм.
- Корпус металлический, со съёмной нижней крышкой и открывающейся панелью на задней стенке. В конструкции аппарата применены магниевые сплавы.
- Курковый взвод затвора и перемотки плёнки. Курок имеет два положения — рабочее и транспортное.
- Курок выполняется в двух вариантах — по типу Leica M3 и Leica M6.
- Автоматический самосбрасывающийся счётчик кадров.
- Обратная перемотка плёнки цилиндрической осесмещённой головкой (как на Leica M3) или головкой типа рулетка (как на Leica M6). Для цилиндрической головки выпускается съёмная «рулетка» (rewind crank).
- Крепление объектива — байонет Leica M.
  - Аппарат может комплектоваться по желанию покупателя объективами различных моделей, возможна продажа без объектива (body).
- Видоискатель совмещён с дальномером, база дальномера 65 мм.
- В поле зрения видоискателя видны переключаемые кадроограничительные рамки для сменных объективов. Рамки для объективов с различными фокусными расстояниями сменяются или автоматически или вручную, на передней панели камеры имеется переключатель. Автоматическое переключение рамок определяется конструкцией байонета Leica M. Адаптеры для сменных объективов, в свою очередь, выпускается для оптики М39 с различным фокусным расстоянием.[3]
- Фотографический затвор — механический фокальный с матерчатыми шторками, с горизонтальным движением шторок.
- Выдержки затвора от 1 до 1/1000 с и «В», «невращающаяся» головка выдержек.
- Выдержка синхронизации — 1/50 с, кабельный и центральный синхроконтакт «Х».
- Обойма для крепления фотовспышки и сменных видоискателей.
- Автоспуск отсутствует.

### Варианты видоискателя и количество кадроограничительных рамок
- Увеличение окуляра видоискателя 0,58×.
  - 0.58 — в поле зрения видоискателя видны кадроограничительные рамки (с компенсацией параллакса) для объективов со следующим фокусным расстоянием: 28 и 90, 35, 50 и 75 мм.
  - 0.58-4 — 28 и 90, 35 и 50 мм.
- Увеличение окуляра видоискателя 0,72×.
  - 0.72 — 28 и 90, 35 и 135, 50 и 75 мм.
  - 0.72-3 — 35, 50 и 90 мм.
  - 0.72-5 — 28 и 90, 35 и 135 и 50 мм.
- Увеличение окуляра видоискателя 0,85×.
  - 0.85 — 35 и 135, 50 и 75, и 90 мм.
  - 0.85-4 — 35 и 135, 50 и 90 мм.
- В устройстве подсветки кадроограничительных рамок применена линза Френеля.

### Полуавтоматическая установка экспозиции
Фотоаппарат Leica MP имеет полуавтоматическую установку экспозиции с помощью TTL-экспонометрического устройства. 

На одной из шторок затвора находится пятно белого цвета, отражённый от него свет воспринимается CdS-фоторезистором. 

Источник питания экспонометрического устройства — два серебряно-оксидных элемента типа SR44 или одна литиевая батарея 1/3 N. 

На откидывающейся панели задней стенки размещена головка ввода светочувствительности фотоплёнки. Значения светочувствительности 6-6400 ISO. 

При установленном значении выдержки и светочувствительности плёнки прижатием кнопки спуска осуществляется включение экспонометрического устройства. 

В поле зрения видоискателя светодиодами отображается информация света много — света мало — нормальная экспозиция. Правильная экспозиция подбирается вращением кольца установки диафрагмы.
- Имеется светодиодный контроль источника питания и выключатель электронной схемы (положение OFF головки выдержек).
- Определение экспозиции возможно только при взведённом затворе (пятно белого цвета находится только на одной шторке).